# Alfio Origlio
 (janvier 2025).
La mise en forme du texte ne suit pas les recommandations de Wikipédia : il faut le « wikifier ».
Les points d'amélioration suivants sont les cas les plus fréquents :
- Les titres sont pré-formatés par le logiciel. Ils ne sont ni en capitales, ni en gras.
- Le texte ne doit pas être écrit en capitales (les noms de famille non plus), ni en gras, ni en italique, ni en « petit »…
- Le gras n'est utilisé que pour surligner le titre de l'article dans l'introduction, une seule fois.
- L'italique est rarement utilisé : mots en langue étrangère, titres d'œuvres, noms de bateaux, etc.
- Les citations ne sont pas en italique mais en corps de texte normal. Elles sont entourées par des guillemets français : « et ».
- Les listes à puces sont à éviter, des paragraphes rédigés étant largement préférés. Les tableaux sont à réserver à la présentation de données structurées (résultats, etc.).
- Les appels de note de bas de page (petits chiffres en exposant, introduits par l'outil «  Source ») sont à placer entre la fin de phrase et le point final[comme ça].
- Les liens internes (vers d'autres articles de Wikipédia) sont à choisir avec parcimonie. Créez des liens vers des articles approfondissant le sujet. Les termes génériques sans rapport avec le sujet sont à éviter, ainsi que les répétitions de liens vers un même terme.
- Les liens externes sont à placer uniquement dans une section « Liens externes », à la fin de l'article. Ces liens sont à choisir avec parcimonie suivant les règles définies. Si un lien sert de source à l'article, son insertion dans le texte est à faire par les notes de bas de page.
- La présentation des références doit suivre les conventions bibliographiques. Il est recommandé d'utiliser les modèles {{Ouvrage}}, {{Chapitre}}, {{Article}}, {{Lien web}} et/ou {{Bibliographie}}. Le mode d'édition visuel peut mettre en forme automatiquement les références.
- Insérer une infobox (cadre d'informations à droite) n'est pas obligatoire pour parachever la mise en page.

Pour une aide détaillée, merci de consulter Aide:Wikification.
Si vous pensez que ces points ont été résolus, vous pouvez retirer ce bandeau et améliorer la mise en forme d'un autre article.
Pianiste, compositeur et arrangeur de jazz reconnu, Alfio Origlio est un artiste talentueux, explorant avec aisance le jazz, les musiques du monde et les créations contemporaines.
Il s’est imposé comme une figure incontournable de la scène musicale internationale grâce à des collaborations avec des artistes prestigieux.

## Biographie
Fils du batteur Salvatore Origlio, Alfio se passionne très tôt pour la musique et devient pianiste professionnel dès l’âge de 17 ans. Parallèlement à une carrière de Sideman auprès d'artistes internationaux, il compose pour ses propres projets.

### Alfio Origlio a collaboré avec
Sting, Salif Keïta, Manu Katché, André Ceccarelli, Stacey Kent, Michel Jonasz, Gregory Porter, Bobby McFerrin, Didier Lockwood, Stéphano Dibattista, Ernie Watts, Michel Colombier, Fred Wesley, Henri Salvador, Michel Legrand, Natalie Dessay, Keziah Jones, Me’shell Ndegeocello, Chris Potter, Erik Truffaz, Daniel Humair, Pierre Bertrand, Alain Caron, Paul Brochu, Ron Di Lauro, Raul Midon, Randy Brecker, David Binney, Célia Kameni, Bob Mintzer, Sylvain Luc, Paul Anka, Noé Reine …

### Carrière en tant que sideman
Entre 1993 et 1997, Alfio Origlio participe à des tournées avec le groupe Los Chicos Faciles, puis accompagne le chanteur malien Salif Keïta pour une série de concerts à travers le monde. En 1996, il collabore avec Henri Salvador pour une tournée et l’enregistrement de l’album Casino de Paris. À partir de 1999 et jusqu’en 2017, il joue un rôle central au sein du Paris Jazz Big Band, contribuant à des projets comme Paris 24H, récompensé par une Victoire du Jazz en 2008. Entre 2004 et 2008, il travaille également avec Michel Jonasz, participant à deux tournées et l’enregistrement de trois albums, dont Michel Jonasz et Chanson française.
À partir de 2009, il rejoint le projet Caja Negra du saxophoniste Pierre Bertrand, participant aux albums Joy et Far East Suite. Cette même année, il collabore avec l'accordéoniste Daniel Mille sur l’album L’Attente. Depuis 2010, il tisse une collaboration durable avec le batteur Manu Katché, consolidant sa place parmi les figures majeures du jazz contemporain.
En 2019 il intègre le projet Mother of Pearl d’Eric Seva et co-compose avec le guitariste Noé Reine l'album The Island.

### Carrière en tant que leader et compositeur
En parallèle de sa carrière de sideman, Alfio Origlio initie et compose pour des projets originaux qui révèlent son audace artistique. Entre 2000 et 2008, il fonde le groupe Passeggiata avec la danseuse Sharon Sultan, le percussionniste Xavier Sanchez, le bassiste Benoit Dimier-Vallet et le guitariste Louis Winsberg qui sera invité à plusieurs reprises, mêlant jazz et danse, et enregistre deux albums : Passeggiata et Ascendances. De 2008 à 2015, il rend hommage à Herbie Hancock avec le projet Headhunters Tribute. Il réunit le guitariste Patrick Manougian, le bassiste Michel Alibo, le pianiste Guillaume Poncelet, le percussionniste Stéphane Edouard et le batteur Arnaud Renaville.  
En 2015, il explore de nouvelles sonorités dans le Jazz Beatbox Project, avec le beatboxer Alem, et le percussionniste Stéphane Edouard aboutissant à l’album Bogota Airport entre culture urbaine et world musique.
Entre 2018 et 2023, il dirige le projet Secret Places dans lequel il réunit  la chanteuse Célia Kameni, le contrebassiste Brice Berrerd et le batteur Zaza Desiderio proposant des réinterprétations jazz de chansons pop et soul. Ce projet donne naissance à un album éponyme. Le groupe est invité lors d'une carte blanche surprise de Manu Katché au festival Jazz à Vienne en juillet 2021 pour accompagner le chanteur Sting.
En 2021, il dévoile Piano, un album solo intime et épuré, témoin de sa sensibilité artistique. En 2022, il enregistre l'album Improspections avec le batteur Marcol Savoy. L'album est constitué de tableau musicaux improvisés. Le duo se produit également sur scène.
Depuis 2023, avec son projet Human Flow, il rassemble de jeunes talents de la scène jazz : la chanteuse et violoniste Fleur Worku, le guitariste Noé Reine et le batteur Zaza Desiderio autour de compositions originales, confirmant son engagement pour l’innovation musicale. L'album Memories sorti en octobre 2024 a été distingué par Jazz Magazine « Disque choc ».
Le style d’Alfio Origlio, nourri par une riche carrière de sideman et de compositeur, se distingue par une couleur musicale unique. Son goût pour les belles mélodies, son exploration de projets créatifs et novateurs, ainsi que sa maîtrise exceptionnelle du son, font de lui un artiste à part entière. Toujours en quête de nouveaux horizons, il continue de repousser les limites du jazz avec passion et créativité.

### Composition de musiques de films
Il collabore avec le réalisateur Emmanuel Barnault pour qui il compose la musique des documentaires "Morceaux de Cannes" présenté au festival de Cannes 2021, "Bertrand Blier l'iconoclaste impénitent" en 2021, "Nos Italiennes, de Magnani à Muti" en 2022, "Audran la complice de Chabrol" en 2023, "Jacques Rozier, un cinéaste en liberté" en 2024, "Michel Deville, le plaisir du jeu" en 2025.

## Prix et récompenses
2008 : Victoire du jazz pour l'album "Paris 24H" du Paris Jazz Big Band.
2017 : Victoires du jazz dans la catégorie « Meilleur album inclassable », pour l’album JOY de Caja Negra (Pierre Bertrand, Louis Winsberg, Minino Garay, Alfio Origlio, Jérôme Regard et Xavier Sanchez).

## Discographie

### Albums sous le nom d’Alfio Origlio
- 1993 : Live Five
- 1993 : Alfio Origlio quartet
- 2000 : Passeggiata
- 2000 : Ricordo

- 2004 : Ascendances

- 2011 : Wings and notes
- 2012 : Acqua
- 2012 : Tribute to Headhunters
- 2015 : Walk in wake
- 2018 : Absyrations
- 2019 : Secret Places
- 2019 : Bogota Airport
- 2019 : The Island (en duo avec le guitariste Noé Reine)
- 2021 : Piano
- 2023 : Improspections (avec le batteur Marcol Savoy)
- 2024 : Memories

### Les collaborations
- 1989 : Onze dièse (Compositeur Pierre Drevet)
- 1989 : Naissance (Thomy and co music)
- 1991 : Pierre Drevet quartet (Compositeur Pierre Drevet)
- 1992 : Le peuple des oiseaux (Thomy and co)
- 1994 : Grains de folie (Compositeur Pierre Drevet)
- 1995 : Jazzjeux (Compositeur Xavier Frathely)
- 1995 : Live au Casino de Paris (Compositeur Henri Salvador)
- 1995 : Voyages (Compositeur Philippe Sellam)
- 1997 : Garçons faciles (Compositeurs A.Origlio, P. Sellam, B. Sellam, P. Reva, D.Yvinec)
- 1997 : Superphenix Ragni Jazz Fusion Réunion (compositeur Laurent Ragni)
- 2000 : Influençable (compositeur Jean-Philippe Roux)
- 2001 : À suivre, Paris Jazz Big Band (compositeurs N. Folmer/P. Bertrand)
- 2001 : Mediterraneo, Paris Jazz Big Band (Compositeurs N. Folmer/P. Bertrand)
- 2001 : Dolce Vita (Dany Brillant)
- 2001 : Pierre Drevet Sextet (Compositeur Pierre Drevet)
- 2001 : Impressions opalines (Compositrice Marie Gil Moreno)
- 2003 : La liberté est une fleur (Zizi Jeanmaire)
- 2003 : Regalo (Salvatore Origlio)
- 2004 : I comme Icare (Nicolas Folmer)
- 2004 : Parole (Compositeur Catali Antonini)
- 2004 : Never Neverland (Compositeurs Christian Roy, Alfio Origlio)
- 2005 : Michel Jonasz (Compositeur Michel Jonasz)
- 2005 : Night in Tokyo (Compositeur Hervé Meschinet)
- 2006 : C'est si bon (Arielle Dombasle)
- 2006 : Marianne James (Marianne James)
- 2006 : You and Me (Compositeur Malcolm Potter)
- 2007 : Chanson française (Compositeur Michel Jonasz)
- 2007 : Paris 24H, Paris Jazz Big Band (Compositeur Pierre Bertrand/Nicolas Folmer)
- 2007 : The big Live, Paris Jazz Big Band (Compositeur Pierre Bertrand/Nicolas Folmer)
- 2007 : Friends rendez-vous (Nikos Aliagas)
- 2008 : Nino Ferrer, la boite noire (Direction Pierre Bertrand)
- 2008 : Donne Latine (Compositeur Umberto Pagnini)
- 2008 : Dialogues (Compositeur Olivier Destephany)
- 2009 : Letting go (Compositeur Jacques Helmus)
- 2009 : La grande vie (Compositeur Pierre Bertrand)
- 2009 : L’attente (Compositeur Daniele Mille)
- 2009 : La fontaine des vignes, (Compositeur Azulejos)
- 2009 : Zooland (Nojazz)
- 2012 : Jazz Messengers, Remembers (Compositeur Salvatore Origlio)
- 2012 : Lights (Compositeurs Nicolas Folmer, Daniel Humair)
- 2012 : Sources, Paris Jazz Big Band (Compositeur Pierre Bertrand/Nicolas Folmer)
- 2012 : Swing Anima (Patricia L'Héritier)
- 2013 : Mon ailleurs (Emilie Minatchy)
- 2013 : Marra (Compositeur Azulejos)
- 2013 : Influences (Compositeur Laurent Rinaldi)
- 2013 : Groupe 13 (Stefano Saccon)
- 2014 : Repères (Michel Leeb)
- 2014 : April child (Jiji)
- 2014 : Intentions (Nicolas Viccaro)
- 2014 : Citizens of our time (Compositeur Malcolm Potter)
- 2014 : Looking four (Assaï)
- 2014 : C'era una volta (Salvatore Origlio)
- 2015 : The beautiful (Direction Pierre Bertrand et Lisbeth Guldbaek)
- 2015 : Syriana (Compositrice Sabrina Romero)
- 2015 : Persian Alexandria (Compositrice Catali Antonini)
- 2015 : Yes we do standards (Compositeur Malcolm Potter)
- 2016 : Magic Box (Compositeur Philippe Sellam)
- 2016 : Soul simulation (Nojazz)
- 2016 : Une chanson française (Thomas Boissy)
- 2016 : Joy, Caja Negra (Compositeur Pierre Bertrand)
- 2016 : For Paco (Compositeur Louis Winsberg)
- 2017 : Groove Heroes (Winx)
- 2017 : Patchwork (Compositeur Laurent Rinaldi)
- 2018 : Mille couleurs (Compositrice Marjolaine Paitel)
- 2018 : #3 José Fallot Réunion (Compositeur José Fallot)
- 2018 : Des paroles en l'air (Elie Semoun)
- 2018 : Far East Suite (Compositeur Pierre Bertrand)
- 2019 : Soft flowers (Ben Fontanet)
- 2020 : Mother of Pearl (Compositeur Eric Séva)
- 2021 : Made to Measure (Compositeur Malcolm Potter)
- 2021 : Caliente (Compositeur Michaël Cheret)
- 2022 : My inspirations (Compositeur Malcolm Potter)
- 2023 : Hope (Compositeur Pierre Bertrand)
- 2024 : S.G.T Potter's, Magical, Mystery band (Malcolm Potter)
- 2024 : Heritage Melodies (Compositeur Jean Vernhères)
- 2024 : Travels unlimited (Christian Roy)
- 2024 : Aquarela do Brasil (Rubinho Antunes)
- 2024 : Sobre nos (Rubinho Antunes)